# Ryszard Wierzba
Ryszard Wierzba (ur. 22 czerwca 1942 w Starogardzie Gdańskim) – polski ekonomista, profesor nauk ekonomicznych, związany z Uniwersytetem Gdańskim.

## Życiorys
W 1966 ukończył studia w Szkole Głównej Planowania i Statystyki w Warszawie, w latach 1966–1970 pracował w gdańskim oddziale Banku Inwestycyjnego. Od 1970 pracował na Uniwersytecie Gdańskim, tam w 1973 obronił pracę doktorską Powiązania socjalistycznych przedsiębiorstw żeglugi pełnomorskiej z budżetem państwa w Polsce. W 1981 uzyskał w Szkole Głównej Planowania i Statystyki w Warszawie stopień doktora habilitowanego na podstawie pracy Planowanie gospodarcze jako forma interwencjonizmu państwowego na przykładzie Francji. W 1991 otrzymał tytuł profesora. Od 1993 kierował Katedrą Finansów UG, następnie Katedrą Finansów i Ryzyka Finansowego. Był członkiem Komitetu Nauk o Finansach PAN.
Był członkiem rady nadzorczej Banku Gdańskiego S.A. (1991–1996), Banku Handlowego w Warszawie S.A. (1998–2002) oraz Powszechnej Kasy Oszczędności BP (2008–2009 i 2011–2014). 
Jego żoną była prof. Dorota Czykier-Wierzba.

## Ordery i odznaczenia
- Krzyż Kawalerski Orderu Odrodzenia Polski (2001)[7][8]
- Srebrny Medal Uniwersytetu Gdańskiego „Doctrinae Sapientae Honestati” (2015)[9]